# Molophilus nakamurai
Molophilus nakamurai là một loài ruồi trong họ Limoniidae. Chúng phân bố ở miền Cổ bắc.